# 李孔陽
李孔陽（1510年—？），字子朱，直隸真定府冀州武邑縣人，民籍，明朝政治人物。

## 生平
嘉靖十三年（1534年）甲午科順天府鄉試第七十五名舉人。嘉靖十七年（1538年）中式戊戌科會試第二百二十六名，登第三甲第六十三名進士。歷官刑部郎中，二十七年奉命勘查崇王朱载境劾奏原任陕西布政司右参政李经一案。

## 家族
曾祖李斌；祖父李鼒；父李好實，聽選監生。母高氏；繼母趙氏。具庆下。